# Francesca Neri
Francesca Neri   (Trento, 10 de febrer de 1964) és una actriu i productora de cinema italiana, guanyadora de tres Nastro d'argento.

## Biografia
Va estudiar al Centro sperimentale di cinematografia de Roma i va obtenir la seva primera part el 1987 a Il grande Blek de Giuseppe Piccioni. En aquest període va començar una llarga relació amb el productor Domenico Procacci. El 1989 va treballar a Bankomatt amb Bruno Ganz i per a Luigi Comencini a Buon Natale... buon anno, però es va fer un nom entre la crítica i el públic gràcies a la seva interpretació i també a la seva bellesa etèria i la seva mirada llunyana amb la controvertidama Las edades de Lulú (1990) de Bigas Luna, que també la va donar a conèixer al públic espanyol.
El 1991 va ser la protagonista a Pensavo fosse amore... invece era un calesse de Massimo Troisi, que li va aporta el primer Nastro d'argento; l'any següent va rodar Al lupo, al lupo de Carlo Verdone. El 1993 va participar en Sud de Gabriele Salvatores, en què és l'única protagonista femenina, i la difícil ¡Dispara! amb Antonio Banderas i dirigida per Carlos Saura. Posteriorment va treballar en comèdies d'Antonello Grimaldi i Alessandro Benvenuti i, en papers més compromesos, a La mia generazione di Wilma Labate (1996) i a Le mani forti de Franco Bernini (1997).
També en aquest any va interpretar a Helena, la protagonista femenina de Carne trémula de Pedro Almodóvar i va guanyar el segon Nastro d'argento a la millor actriu. Va continuar amb Matrimoni (1998) de Cristina Comencini, Il dolce rumore della vita (1999) de Giuseppe Bertolucci i Io amo Andrea (2000) de Francesco Nuti. En els dos anys següents va treballar en produccions americanes, amb aparicions a Hannibal de Ridley Scott (la seqüela de El silenci dels anyells), en el paper d'Allegra, dona de l'inspector interpretat per Giancarlo Giannini, i a Danys col·laterals d'Andrew Davis. També del 2002 és Ginostra de Manuel Pradal.
El 1999 es va unir a Adriano Celentano per conduir el programa Francamente me ne infischio a Raiuno, gaudint de gran èxit. L'any següent va interpretar, al programa nocturn Alcatraz, la núvia d'un personatge virtual condemnat a mort en una presó estatunidenca, un programa que va sorprendre l'opinió pública per les imatges emeses.
El 2003 va rodar La felicità non costa niente de Mimmo Calopresti i l'any següent va interpretar a una presentadora sense escrúpols a Il siero della vanità d’Alex Infascelli. Despre´s va actuar a tres pel·lícules de Pupi Avati: La cena per farli conoscere (2007), Il papà di Giovanna (2008), per la interpretació de la qual ella guanya el Nastro d'argento a la millor actriu no protagonista, i Una sconfinata giovinezza (2010), en què interpreta el paper de la dona d'un periodista (Fabrizio Bentivoglio) que pateix la malaltia d'Alzheimer. Va començar a treballar com a productora l'any 2005 amb la pel·lícula Melissa P. de Luca Guadagnino, seguida tres anys més tard per Riprendimi per Anna Negri.
L'any 2016 l'actriu va abandonar el cinema per motius de salut (cistitis intersticial crònica i fibromiàlgia).

## Vida privada
Des de 1998 està vinculada sentimentalment amb Claudio Amendola, amb qui es va casar l'11 de desembre de 2010 a Nova York. La parella va tenir un fill, Rocco, l'any 1999 i es va separar l'octubre de 2022.

## Filmografia

### Actriu
- Il grande Blek, dirigida per Giuseppe Piccioni (1987)
- Bankomatt, dirigida per Villi Hermann (1989)
- Buon Natale... buon anno, dirigida per Luigi Comencini (1989)
- Una donna spezzata, dirigida per Marco Leto – miniserie TV (1989)
- Las edades de Lulú, dirigida per Bigas Luna (1990)
- Captain America, dirigida per Albert Pyun (1990)
- Pensavo fosse amore... invece era un calesse, dirigida per Massimo Troisi (1991)
- La última frontera, dirigida per Manuel Cussó-Ferrer (1992)
- Sabato italiano, dirigida per Luciano Manuzzi (1992)
- La corsa dell'innocente, dirigida per Carlo Carlei (1992)
- Al lupo al lupo, dirigida per Carlo Verdone (1992)
- ¡Dispara!, dirigida per Carlos Saura (1993)
- Sud, dirigida per Gabriele Salvatores (1993)
- Ivo il tardivo, regi di Alessandro Benvenuti (1995)
- Il cielo è sempre più blu, dirigida per Antonello Grimaldi (1996)
- La mia generazione, dirigida per Wilma Labate (1996)
- Le mani forti, dirigida per Franco Bernini (1997)
- Carne trémula, dirigida per Pedro Almodóvar (1997)
- Matrimoni, dirigida per Cristina Comencini (1998)
- Il dolce rumore della vita, dirigida per Giuseppe Bertolucci (1999)
- Io amo Andrea, dirigida per Francesco Nuti (2000)
- Hannibal, dirigida per Ridley Scott (2001)
- Danys col·laterals (Collateral Damage), dirigida per Andrew Davis (2002)
- Ginostra, dirigida per Manuel Pradal (2002)
- La felicità non costa niente, dirigida per Mimmo Calopresti (2003)
- Per sempre, dirigida per Alessandro Di Robilant (2003)
- Il siero della vanità, dirigida per Alex Infascelli (2004)
- La cena per farli conoscere, dirigida per Pupi Avati (2007)
- Il papà di Giovanna, dirigida per Pupi Avati (2008)
- Una sconfinata giovinezza, dirigida per Pupi Avati (2010)
- Una famiglia perfetta, dirigida per Paolo Genovese (2012)
- Il ricco, il povero e il maggiordomo, dirigida per Aldo, Giovanni e Giacomo i Morgan Bertacca (2014)
- La nostra quarantena, dirigida per Peter Marcias (2015)
- Senza fiato, dirigida per Raffaele i Fabio Verzillo (2015)
- The Habit of Beauty, dirigida per Mirko Pincelli (2016)

### Productora
- Melissa P., dirigida per Luca Guadagnino (2005)
- Riprendimi, dirigida per Anna Negri (2008)

## Reconeixements
- David di Donatello
  - 1992 – Candidatura a la millor actriu protagonista per Pensavo fosse amore... invece era un calesse
  - 1999 – Candidatura a la millor actriu protagonista per Matrimoni
  - 2000 – Candidatura a la millor actriu protagonista per Il dolce rumore della vita
  - 2000 – Candidatura a la millor actriu protagonista per Io amo Andrea
  - 2003 – Candidatura a la millor actriu no protagonista per La felicità non costa niente
  - 2007 – Candidatura a la millor actriu no protagonista per La cena per farli conoscere
  - 2013 – Candidatura a la millor actriu no protagonista per Una famiglia perfetta

- Nastro d'argento
  - 1992 – Millor actriu protagonista per Pensavo fosse amore... invece era un calesse
  - 1993 – Candidatura a la millor actriu protagonista per Al lupo al lupo
  - 1996 – Candidatura a la millor actriu protagonista per Ivo il tardivo
  - 1998 – Millor actriu protagonista per Carne trémula
  - 1999 – Candidatura a la millor actriu no protagonista per Matrimoni
  - 2000 – Candidatura a la millor actriu protagonista per Il dolce rumore della vita
  - 2007 – Candidatura a la millor actriu protagonista per La cena per farli conoscere
  - 2009 – Millor actriu no protagonista per Il papà di Giovanna
  - 2013 – Premio Cusumano a la com`rdia per Una famiglia perfetta

- Grolla d'oro
  - 1999 – Millor actriu per Matrimoni i Il dolce rumore della vita